# Otto Alexander von Marschalck
Otto Alexander Freiherr von Marschalck (* 13. Juni 1799; † 15. September 1858) war ein deutscher Verwaltungsjurist und Erbherr auf Bockel.

## Biografie
Marschalck war ein Sohn des hannoverschen Hauptmanns Karl Friedrich Marschalck von Bachtenbrock (1754–1818) und dessen zweiter Ehefrau Amalie Schulte von der Lühe.
Sein Bruder war Carl Detlev Marschalck von Bachtenbrock.
Er war in den Befreiungskriegen 1814 Angehöriger der King’s German Legion und 1815 der Jäger-Garde. Von 1819 bis 1822 studierte er Rechtswissenschaften an der Universität Göttingen, wurde 1822 Auditor und 1823 Assessor beim Amt Rotenburg. 1838 wurde er in gleicher Funktion nach Verden versetzt und dort 1851 zum Amtmann ernannt. 1854 wurde er Landdrost in Osnabrück, im März 1856 Landdrost in Stade. 1855 war er Mitglied im Hannoverschen Staatsrat.
Er heiratete 1827 Dorothea Sophia von Marschalck (* 1805).

## Auszeichnungen
- Guelphen-Orden, 4. Klasse[2]
- Waterloo-Medaille (Hannover)